# Patricia Bernal
Patricia Bernal (Cosalá, Sinaloa, 27 de octubre de 1959) es una actriz y productora mexicana.

## Carrera
En la década de 1980 trabajó en la empresa Televisa y posteriormente se cambió a la empresa TV Azteca. Una de sus telenovelas en televisa fue El pecado de Oyuki, donde compartió créditos con Ana Martín y Salvador Sánchez.
Ha actuado en las películas: Amenaza roja, Damián, Hacer un guion, Crimen a fondo, Constelaciones y Viaje por una larga noche.
En la década de los 90 participó en: Yo no creo en los hombres, Ángeles sin paraíso y Gente bien. Estas tres telenovelas de Televisa, en las cuales interpretó roles de villana.
Otras de sus participaciones más conocidas son: A corazón abierto donde encarnó a Mariana. Como Susana Herreros en Amores... querer con alevosía. Y Como Martha en La otra mitad del sol.
En TV Azteca participó en Amor cautivo, donde compartió créditos con Marimar Vega, Arap Bethke, Fernando Ciangherotti y Andrea Noli, reconociéndose como primera actriz.
Participó en Secretos de familia, haciendo una participación antagónica; y posteriormente obtuvo su primer rol protagónico de la telenovela Así en el barrio como en el cielo junto con José Alonso y Marcela Guirado, entre otros.

## Vida personal
Su primer esposo fue el actor José Ángel García, matrimonio del cual nace Gael García Bernal. Su segundo matrimonio fue con Sergio Yazbek, con quien tuvo dos hijos también actores, Darío y Tamara Yazbek.

## Filmografía

### Telenovelas
- De brutas, nada (2021)[2]
- Silvia Pinal, frente a ti (2019) - Abuela Jovita
- Así en el barrio como en el cielo (2015) - Francesca Ferrara[3]
- Secretos de familia (2013) - Karina Álvarez
- Amor cautivo (2012) - Victoria Arizmendi de Bustamante
- A corazón abierto (2011) - Mariana
- La Loba (2010) - Colette Vennua
- Pobre rico, pobre (2008) - Antonia de Ferreira
- Amores cruzados (2006) - Fabiola
- La otra mitad del sol (2005) - Martha
- Amores, querer con alevosía (2001) - Susana de Herreros
- Gente bien (1997) - Angélica Medina
- Ángeles sin paraíso (1992-1993) - Aurora Sombría
- Yo no creo en los hombres (1991) - Susana / Camila
- Teresa (1989-1990) - Esperanza Treviño
- El pecado de Oyuki (1988) - Margarita
- Yesenia (1987) - Orlanda
- Cuentos de madrugada (1985)

### Películas
- Guerra de Likes (2021)[4]
- Almas Rotas (2021)
- Nuevo orden (2020)
- La boda de mi mejor amigo (2019)
- Todos queremos a alguien (2017)
- Las caras de la luna(2002)
- Amarte duele (2002)
- Amenaza roja (1985)
- Damián (1985)
- Hacer un guion (1981)
- Crimen a fondo (1981)
- Constelaciones (1980)
- Viaje por una larga noche (1977)